# Lawrence Ferlinghetti
Lawrence Ferlinghetti [loːrɘns ferliŋgɛtːi], vlastním jménem Ferling (24. března 1919 Yonkers, New York – 22. února 2021 San Francisco, Kalifornie), byl americký básník, dramatik, nakladatel, překladatel a malíř.

## Život
Ferlinghetti se narodil 24. března 1919 v Yonkers ve státě New York. Krátce před jeho narozením zemřel jeho otec Carlo, rodák z Brescie, na infarkt. Jeho matka, Clemence Albertine (rozená Mendes-Monsanto), francouzského a sefardského původu, byla krátce na to odvezena do psychiatrické léčebny, a tak byl vychován tetou a později adoptivní rodinou. Mládí prožil ve Francii, kde pobýval i začátkem druhé světové války; poté sloužil u amerického námořnictva. Válka ovlivnila Ferlinghettiho pozdější politickou aktivitu: svůj podle některých kritiků někdy téměř pacifistický postoj získal, když byl vyslán do Nagasaki šest týdnů poté, co bylo město zničeno atomovou bombou.
Na Jihokarolinské univerzitě vystudoval žurnalistiku a následně poezii na Sorbonně (1951). Poté se vrátil do USA a vyučoval francouzštinu.
Roku 1953 založil v San Franciscu spolu s Petrem D. Martinem nakladatelství City Lights Books. Po vydání sbírky básní Allena Ginsberga Kvílení byli oba na nakladatelé vsazeni na krátkou dobu do sanfranciského vězení kvůli publikování „obscénností“. Následující soudní proces v roce 1957 Ferlinghetti vyhrál, a tím uvedl do širokého povědomí i další autory beat generation, jejichž knihy začalo nakladatelství vydávat. Nakladatelství bylo pojmenováno podle filmu Ch. Chaplina Světla velkoměsta. Ferlinghetti vnímal Chaplina jako jistý prototyp anarchisty; anarchisty podle něho byli i básníci beat generation. Anarchii nechápal jako politické hnutí nebo filozofický směr, ale jako způsob boje za individuální svobodu. Toto pojetí jej dovedlo k poměrně osobitým až kontroverzním názorům.
V 80. letech 20. století se zasazoval o propuštění uvězněných členů Jazzové sekce v Československu. V dubnu 1998 byl hostem festivalu spisovatelů v Praze. Ferlinghetti tehdy publiku věnoval novou báseň Rivers of Light (Řeky světla), v níž psal o „Staromák Square“, Vltavě a Karlově mostě.
Galerie Hlavního města Prahy uspořádala v roce 2007 výstavu jeho obrazů.

## Dílo

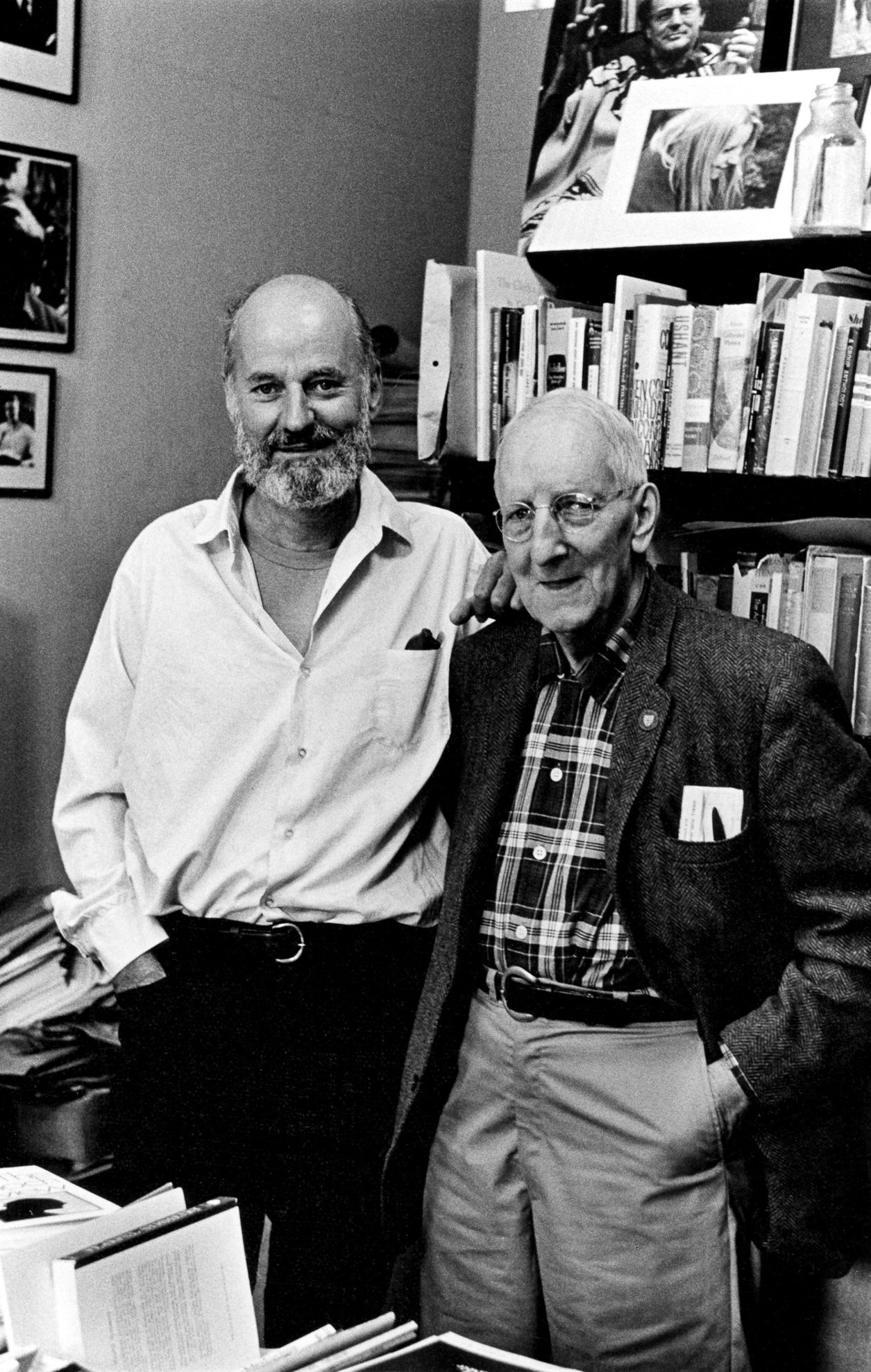
V Grolier Bookshop na Harvard Square v roce 1965 s Gordonem Cairniem, tehdejším majitelem knihkupectví. Foto Elsa Dorfman.

Jeho dílo bývá často řazeno do beat generation, což neodpovídá realitě. Počátek jeho tvorby je spojen s pokusy s halucinogenními látkami (především LSD). Poezii psal hovorovým jazykem a byla blízká výtvarnému vidění; od beatnické tvorby se lišila především rostoucí angažovaností v politických otázkách. Jeho dílo ovlivnilo jak americké, tak i evropské prostředí.

## Básnické sbírky
- Tajný smysl věci (The Secret Meaning of Things, 1968) – psáno pod vlivem LSD
- Obrazy zmizelého světa (Pictures of the Gone World, 1955)
- Lunapark v hlavě (A Coney Island of the Mind, 1958) – tato sbírka obsahuje jeho nejúspěšnější básně, je psána volným veršem
- Startuji ze San Francisca (Starting from San Francisco, 1961)
- Tisíc obavných slov pro Fidela Castra (One Thousand Fearful Words for Fidel Castro, 1961)[9]
- Krajiny života, krajiny umírání (Landscapes of Living and Dying, 1980)
- Cesta do Itálie a Francie
- Nekonečný život
- Hlasitá modlitba (1998)
- Srdce dokořán (1997)
- Co jsme teď zač? (Who Are We Now?, 1976)
- Čtu báseň, která nekončí
- Mexická noc
- Nespravedlivé hádky se jsoucností (Unfair Arguments with Existence, 1963), 7 krátkých her[9]
- Oko dokořán, srdce dokořán (Open Eye, Open Heart, 1973)
- Rutiny (Routines, 1963), 12 krátkých her
- Ekolog severozápadu (Northwest Ecolog, 1978)

S podporou velvyslanectví USA byl v roce 2013 publikován výbor Ferlinghettiho poezie pod názvem Ve snu ve snu snil jsem sen. Výbor obsahuje i několik reprodukcí jeho obrazů.

## Próza
- Láska ve dnech vášní (Love in the Days of Rage, 1988) – zde se pokusil popsat studentské nepokoje ve Francii v roce 1968[10]
- Tyrannus Nix (1969), veršovaný pamflet
- Ona (Her, 1960), lyrický román
- Americká noc – román

Kromě toho se věnoval překladatelské činnosti, z níž nejznámějšími se staly překlady francouzského spisovatele Marcela Prousta.